# 寮肚橋

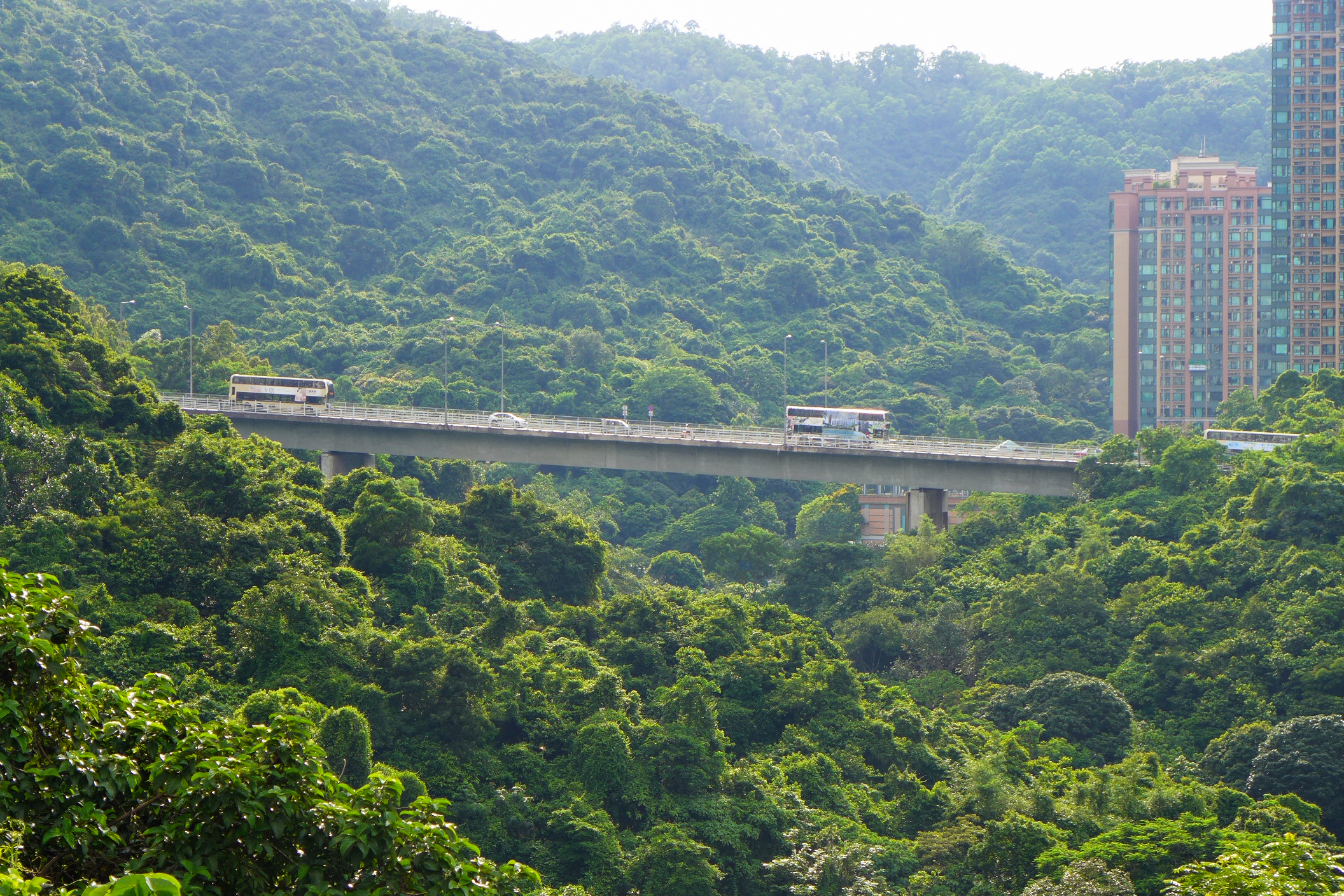
青衣西路長亨段（寮肚橋）

寮肚橋（英語：Liu To Bridge）是香港新界青衣島上的一條行車天橋，由香港寶嘉建築承建，大橋中央跨度達70米，為香港少數跨越山谷的橋樑。該橋屬青衣西路的一段，橫跨寮肚的谷地，主跨長175米，雙程雙線行車，於1985年及1987年分階段落成。寮肚橋是採用箱形預力混凝土組件興建。